# بيلي تيلفورد
بيلي تيلفورد (بالإنجليزية: Billy Telford)‏ هو لاعب كرة قدم بريطاني في مركز الهجوم، ولد في 5 مارس 1956 في كارلايل في المملكة المتحدة. لعب مع كولتشستر يونايتد وماكليسفيلد تاون ومانشستر سيتي ونادي بيتربورو يونايتد ونادي رانكورن هالتون.